# Schizonycha insulicola
Schizonycha insulicola är en skalbaggsart som beskrevs av Von Dalle Torre 1912. Schizonycha insulicola ingår i släktet Schizonycha och familjen Melolonthidae. Inga underarter finns listade i Catalogue of Life.